# Biluša
Billushë en albanais et Biluša en serbe latin (en serbe cyrillique : Билуша) est un village du Kosovo situé dans la commune/municipalité de Prizren et dans le district de Prizren/Prizren. Selon le recensement kosovar de 2011, elle compte 1 495 habitants.

## Géographie
Billushë/Biluša se trouve à une dizaine de kilomètres au sud-ouest de Prizren.

## Histoire
Le village est mentionné pour la première fois au tout début du XIVe siècle. Il abrite les ruines de l'église et de l'ermitage de la « Pierre des moines », sans doute contemporains du monastère Saint-Dimitri de Biljuša et offerts par le roi Stefan Milutin au monastère de Hilandar en 1308-1309 ; l'ensemble se trouve dans une grotte, dont la partie supérieure abrite l'église. Ces ruines sont inscrites sur la liste des monuments culturels de l'Académie serbe des sciences et des arts et sur celle des monuments culturels du Kosovo

## Démographie

### Évolution historique de la population dans la localité
| 1948 | 1953 | 1961 | 1971  | 1981  | 1991  | 2011  |
| ---- | ---- | ---- | ----- | ----- | ----- | ----- |
| 664  | 728  | 804  | 1 002 | 1 241 | 1 363 | 1 495 |

|  |

### Répartition de la population par nationalités (2011)
En 2011, les Albanais représentaient 99,67 % de la population.